# Kayagum
El kayagum (en coreà, lletres hangul: 가야금; lletres hanja: 伽倻琴; transcripció moderna: gayageum; transcripció McCune–Reischauer: kayagŭm) és un instrument cordòfon tradicional coreà, similar a la cítara, normalment de 12 cordes, però hi ha variants més recents de més cordes. És probablement l'instrument musical coreà tradicional més conegut. Se'l relaciona amb altres instruments asiàtics com ara el guzheng xinès, el koto japonès, el yatga mongol o el đàn tranh vietnamita.

## Història

### Pungryu kayagum (beopgeum, jeongak kayagum)
Segons el Samguksagi (1145), la història dels Tres regnes de Corea, el kayagum va ser desenvolupat al segle VI al regne de Gaya pel Rei Gasil (també conegut com a Haji de Daegaya) després de conèixer un instrument antic xinès; va encarregar al músic Wu Ruk composicions per a tal instrument. Primer se'l va batejar amb el nom de gayago i més tard va adoptar el nom definitiu de kayagum. Va ser el mateix Wu Ruk qui va perfeccionar l'instrument durant el regnat de Jinheung de la dinastia Silla.
L'antic kayagum del rei Gashil ha estat reconegut amb diversos noms,com per exemple beopgeum (법금), pungnyu (elegància, 풍류), o jeong-ak (정악) gayageum. S'associa normalment a l'acompanyament per a música de la cort, música de cambra i cançons líriques. El pungryu gayageum té un espaiat ample entre les cordes i acostuma a tocar-se en repertori de tempo lent com Yeongsan-hoesang i Mit-doduri.

### Sanjo kayagum
Es creu que el sanjo gayageum va evolucionar durant el segle xix amb l'aparició de la música sanjo (literalment "melodies escampades"), una forma musical de tempos ràpids que inclou la improvisació. La versió sanjo gayageum de l'instrument té un espaiat de cordes més reduït i una longitud més curta per facilitar la interpretació dels passatges ràpids del sanjo (Choi 2005). Actualment és la versió de kayagum més estesa. Els kayagums tradicionals duen cordes de seda, però des de finals del segle XX se'n troben també amb cordes de niló.

### Kayagum modern
Versions modernes del kayagum de més cordes, sovint utilitzen cordes embolicades d'acer o cordes de llautó, que emeten un volum més alt, necessari per a les peces d'acompanyament al ball. Per a la interpretació de música moderna i augmentar el registre de l'instrument, s'han desenvolupat kayagum de més cordes. Així, n'hi ha de 13, 17, 18, 21, 22, o 25 cordes (Choi 2005). El kayagum de 21 cordes s'usa normalment a Corea del Nord.

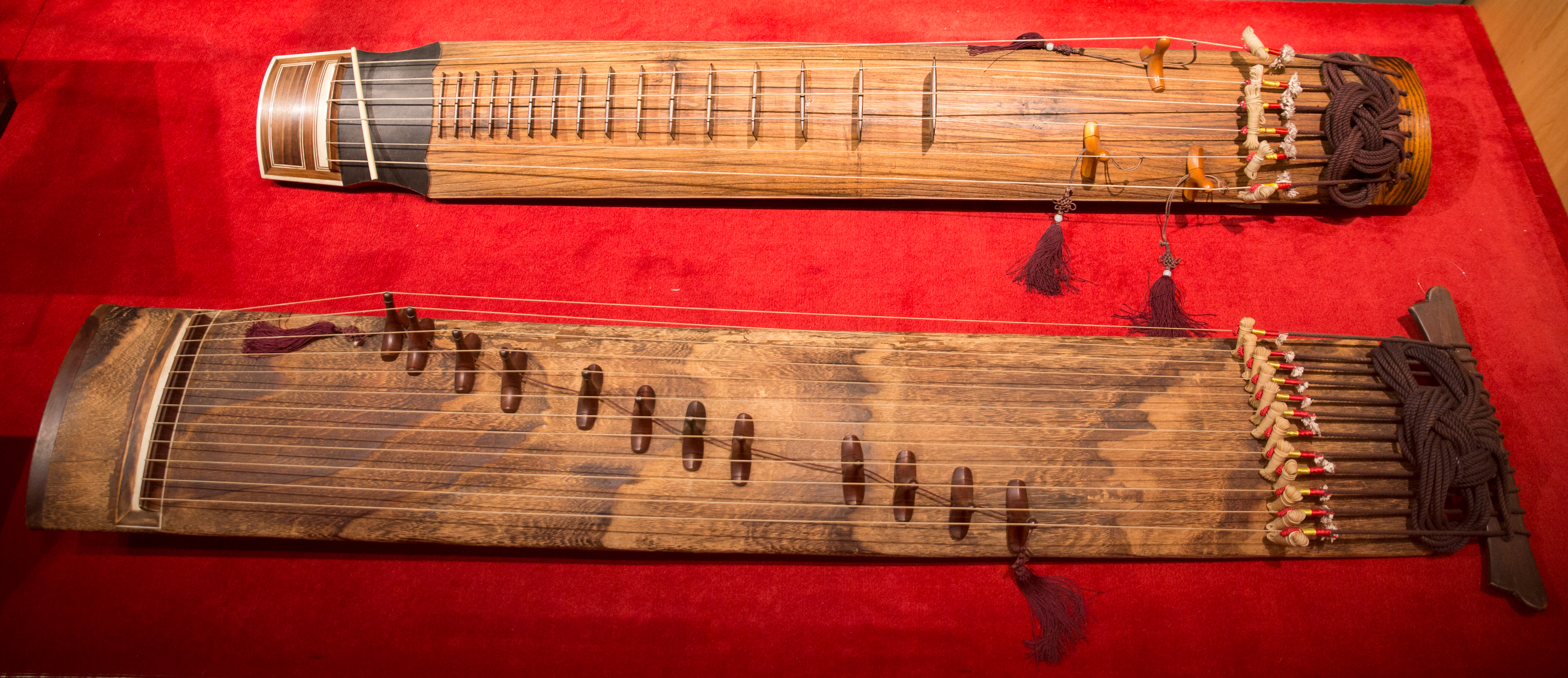
Geomungo (dalt) i jeongak gayageum (baix)

## Mètode
El kayagum es toca tradicionalment assegut a terra amb les cames creuades, amb el cap de l'instrument sobre el genoll dret i la cua al terra. Quan es toca assegut en una cadira o tamboret, la cua de l'instrument es recolza a una altra cadira o tamboret. El kayagum modern l'intèrpret pot seure en una cadira darrere l'instrument. En el kayagum de Corea del Nord l'intèrpret seu en una cadira i unes potes plegables aguanten la cua de l'instrument a la mateixa alçada.
El kayagum es toca amb les dues mans: la mà dreta pinça i frega les cordes arran del pont de l'instrument mentre que l'esquerra empeny les cordes al costat esquerre dels ponts mòbils per modificar-ne el to, produir vibrato o altres ornamencions.

## Afinacions i modes
El kayagum s'afina segons ús; no hi ha una afinació estàndard exacta. Alguns exemples:
- ♭E, F, ♭A, ♭B, ♭E, F, ♭A, ♭B, c, ♭e, f, ♭a
- ♭E, F, ♭A, ♭B, ♭E, ♭E, ♭A, ♭B, ♭d, ♭e, f, ♭a
- ♭E, ♭A, ♭B, ♭E, F, ♭A, ♭B, c, ♭e, f, ♭a, ♭b
- G, C, D, G, A, C, D, E, G, A, c, d

Quan s'escriu amb notació de pentagrama, es transcriu en la següent tessitura, sigui quina sigui l'afinació de les cordes, per tal de facilitar-ne la lectura:
- D, G, A, D, E, G, A, B, d, e, g, a

.
Tradicionalment, hi ha tres modes:
- 羽調 (우조): Sol
- 平調 (평조): Do
- 界面調 (계면조): Si♭

## Construcció
El beopgeum kayagum fa 160 cm de llargada, 30 cm d'amplada i 10 cm de gruix. Està fet d'una peça sola de fusta de paulownia foradada a manera de caixa de ressonància.
El sanjo kayagum fa aproximadament 142 cm de llargada, 23 cm d'ample i de 10 cm gruix. La caixa de ressonància està feta de fusta de paulownia, però la resta és d'una fusta més dura com de castanyer o noguera.(Choi 2005)
Sobre la taula harmònica, els anjok (ponts movibles) aguanten les cordes. Els ponts es mouen per ajustar la l'afinació de les cordes.
Les cordes s'aguanten a la part superior del cos amb les tolgwae (clavilles) i a l'altre costat de l'instrument amb nosos lligades i assegurades en una bobina decorativa (Choi 2005) (KCMPC 2001).
El so del kayagum és suau, delicat, i subtil. La llegenda diu que el kayagum va construir-lo primer el rei Kasil al regnat de Gaya al segle vi, més tard modificat per Ureuk a la dinastia Silla.
Segons alguna evidència, tanmateix, data a un molt temps més primerenc que el Silla dinastia. Recent archaeological excavacions en el Kwangsan àrees en Jeolla-namdo Provincer va revelar fragments d'un Gayageum d'al voltant del segle I aC.
El kayagum és emprat en tres gèneres musicals diferents, segons les variacions organològiques :
Pungryu kayagum La forma original, amb més espai entre les cordes per obres de tempo lent
Sanjo kayagum Una versió més petita i modernaamb les cordes més juntes per facilitar la interpretació de peces ràpides
Modern gayageum Amb un cos més gran i més cordes, per ampliar-ne el registre i poder tocar música contemporània.

## Música

### Jeong-ak
Jove San Hue Sang(영산회상), Cheon Nyeon Man se(천년만세), Gagok (가곡). Boheosa(보허사), Yeominlak (여민락).

### Sanjo i folk
Hi ha 6 o més escoles del gayageum sanjo, actualment:
Seong Geum Yeon, Kim Juk Pa, Kin Yoon Deok, Kang Tae Hong, Kim Byeong Ho, Choi Ok Sam.

### Contemporani
Diversos compositors de música contemporània han compost música per kayagum. Hwang Byung Ki va compondre la primera peça moderna per a kayagum, 'Forest'; Sungcheon Lee va crear el kayagum de 21 cordes i compondre peces noves; Beomhoon Park va compondre 'New Sanjo' (새산조) per a kayagum de 25 cordes, entre altres compositors de la següent generació i altres músics occidentals.